# Lukas Kummer (Skeletonpilot)
Lukas Kummer (* 7. August 1985) ist ein Schweizer Skeletonpilot.

## Biografie
Lukas Kummers Bahntrainer sind Gregor Stähli und Matthias Biedermann. Sein Athletiktrainer ist Cédric Tamani. Sein internationales Debüt gab er 2007 in Igls im Skeleton-Europacup und wurde dort 48. von 54 Teilnehmern. Im Dezember 2008 erreichte er in Igls mit Rang neun sein erstes Ergebnis unter den besten Zehn. Beim Internationalen Preis von St. Moritz wurde Kummer im Februar 2009 Dritter. Nach einem fünften Platz bei den Schweizer Meisterschaften 2010 in St. Moritz kam Kummer in Lake Placid zu seinem ersten Rennen im Skeleton-Intercontinentalcup und wurde 24. Drei Rennen später erreichte er in Park City mit Rang 15 seine beste Platzierung in der Rennserie bislang. In der nacholympischen Saison 2010/11 rückte der Schweizer in das Skeleton-Weltcup-Team der Schweiz auf und kam zum Auftakt der Saison in Whistler zu seinem ersten Rennen, das er als 23. beendete. Gleich bei seinem zweiten Weltcup-Rennen in Calgary erreichte er den 15. Rang.